# Latinská rčení, M
V tomto článku jsou uvedena některá známá latinská rčení, začínající písmenem M.
Latina měla na evropskou kulturu hluboký a dlouho trvající vliv. Od římské antiky přes křesťanství a humanismus až do 18. století byla její znalost u vzdělaných lidí samozřejmostí. V některých oborech se s latinskými názvy stále pracuje, užívají se různé obraty a ve starší literatuře se najde množství latinských citátů. Protože latinských obratů, rčení a přísloví je mnoho, je seznam vybraných seřazen podle abecedy a rozdělen podle počátečních písmen do samostatných článků.

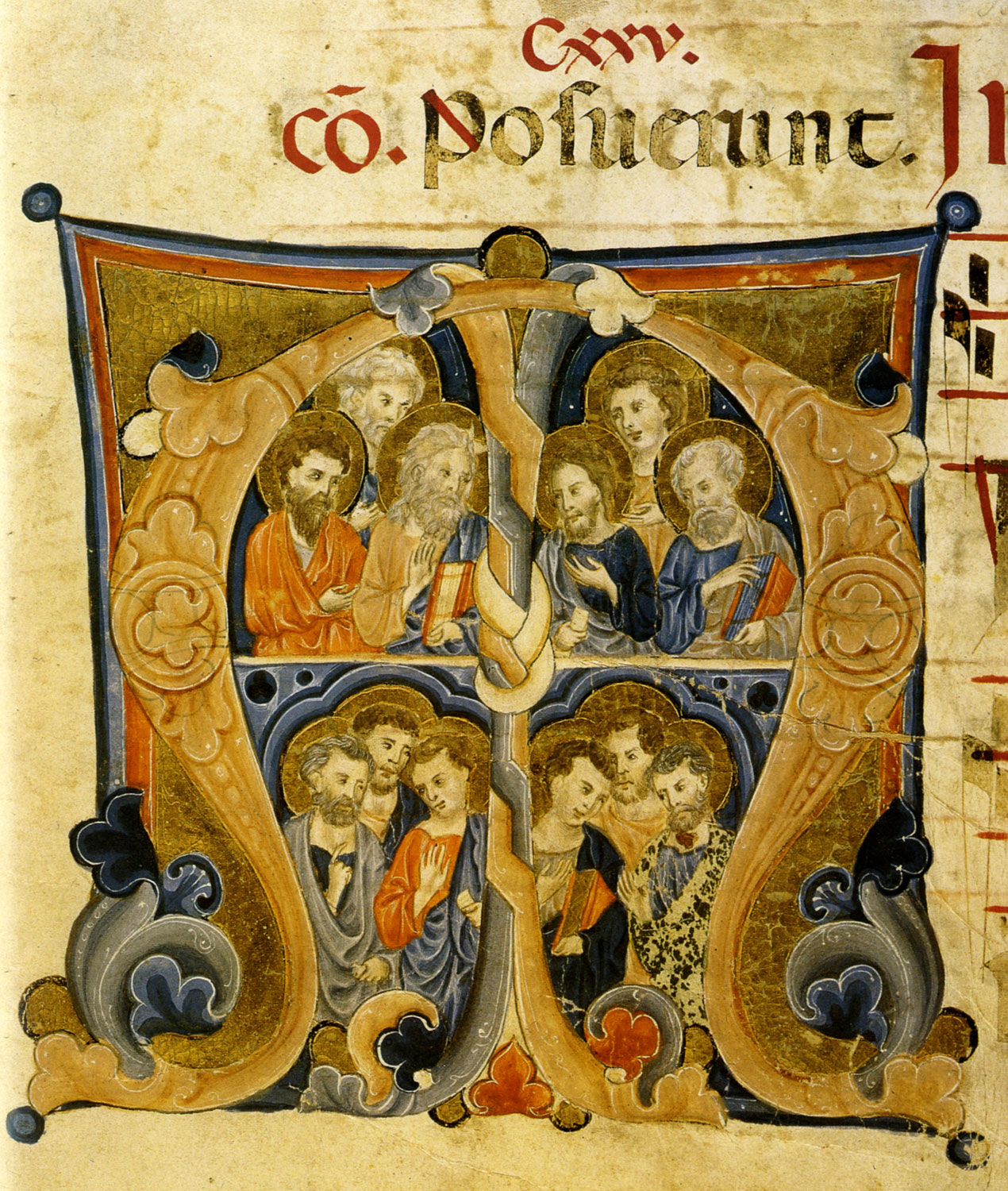
Iniciála M (Italský rukopis, 13. stol.)

A
B
C
D
E
F
G
H
I
L
M
N
O
P
Q
R
S
T
U
V

## Ma
- Magister alius casus. – „Dalším učitelem je náhoda.“ Správně Casus magister alius et paene numerosior. - "Dalším a častějším učitelem [než příroda] je náhoda." (Plinius Starší)
- Magister artium (liberalium) (M. A.) – „učitel svobodných umění“, původně titul z artistické fakulty, dnes pro různé obory (Mgr., MA)
- Magister est posterioris prior dies.  – „Předchozí den je učitelem následujícího.“ (Publius Syrus)
- Magistra vitae philosophiae.  – „Filosofie je učitelka života“
- Magistrum memet ipsum habeo.  – „Jsem sám sobě učitelem“
- Magna Charta Libertatum  – „Velká listina svobod“, Magna Charta (1215)
- Magna cum laude  – „s velkou chválou“, velmi dobře
- Magna est veritas  – „Pravda je veliká“
- Magna ingenia conspirant.  – „velcí duchové se shodují“ (Vergilius)
- Magna Mater  – „velká Matka“, o bohyni Kybelé
- Magnas inter opes inops – „uprostřed tolika bohatství chudý“
- Magni constant regum amicis bona consilia. – „Dobré rady přijdou přátelům králů draho.“ (Seneca ?)
- Magni fures parvum ducunt – „Velcí zloději vedou (k soudu) malého“ (Diogenés Laertios)
- Magni nominis umbra – „Stín velikého jména“ (Lucanus)
- Magno cum gaudio – „s velkou radostí“
- Magnum opus – „velké, stěžejní dílo“, někdy také ironicky
- Magnum timoris remedium clementia est. – „Laskavost je dobrý lék proti strachu“ (Seneca)
- Mala fide – „ve špatném úmyslu“, zákeřně
- Mala malus mala mala. - "ze špatné jabloně špatná jablka"
- Male secum agit aeger, qui medicum haeredem facit. – „Špatně si poslouží nemocný, když slíbí lékaři své dědictví“ (Publius Syrus)
- Mali corvi, malum ovum – „špatný havran, špatné vejce“
- Malis avibus – „se špatnou věštbou“ (z letu ptáků)
- Malum discordiae – „jablko sváru“, narážka na Paridův soud, kvůli němuž vznikla Trojská válka
- Malum in se – „špatné samo o sobě“, bez ohledu na zákony i okolnosti
- Malum prohibitum – „špatné, protože zakázané“
- Maledictus piscis in tertia aqua. – „Zlořečená ryba ve trojí vodě“ – ve vodě plave, ve druhé se vaří, ale nesmí se zalévat vodou při jídle
- Malleus maleficarum – „kladivo na škůdkyně“, kniha H. Kramera proti čarodějnictví (1486)
- Malleus manubrio sapientior. – „Kladivo (chce být) chytřejší než násada“, která je vede (Plautus)
- Mandamus – „nařizujeme“, soudní rozhodnutí ve vedlejší věci
- Mantua me genuit, Calabri rapuere, tenet nunc Parthenope; cecini pascua, rura, duces. – „Mantova mě zrodila, Kalábrie uchvátila a drží Neapol. Opěvoval jsem pastviny, pole a vojevůdce“, náhrobní nápis Vergiliův
- Manu propria (m. p.) – „vlastní rukou (v.r.)“
- Manu scriptum – „psáno rukou“, odtud manuskript (rukopis)
- Manum de tabula. – doslova „Ruku (pryč) od desky“, přeneseně "od díla", ve významu "Další úpravy povedou jen ke zhoršení díla" (Cicero)
- Manus manum lavat. – „Ruka ruku myje“
- Manus transit manus - "Ruka ruku mine"
- Manus mortua – „mrtvá ruka“, odúmrť
- Mare apertum – „otevřené (veřejné) moře“
- Mare internum (nostrum) – „vnitřní (naše) moře“, Středozemní moře
- Maria montesque polliceri – „slibovat moře a hory“, srv. naše „hory a doly“ (Sallustius)
- Mater certa, pater incertus est. – „Matka je jistá, otec nejistý“, zkrácenina následujícího:
- Mater semper certa est (pater semper incertus est) - Matka je vždy jistá ((zatímco) otec je vždy nejistý) - zásada římského práva
- Mathesis universalis – „obecná nauka“, všeobecná věda (logika a matematika, Leibniz)

## Me
- Mea (maxima) culpa – „moje (veliká) vina“
- Meum est propositum in taberna mori! – „Je mi souzeno zemřít v hospodě“ nebo "Mým záměrem je zemřít v hospodě."
- Medice, cura te ipsum. – „Lékaři, vyléči se sám (uzdrav sám sebe)“ (Lk 4,23)
- Medicus curat, natura sanat. – „Lékař léčí, příroda uzdravuje.“
- Medio flumine quaerere aquam – „Uprostřed řeky hledat vodu“, dělat něco zbytečného, pošetilého
- Medio tutissimus ibis. – „Uprostřed budeš kráčet nejbezpečněji.“ (Ovidius)
- Memento homo, quia pulvis es et in pulverem reverteris. – „Pamatuj, člověče, že jsi prach a v prach se obrátíš“
- Memento mori – „pamatuj, že zemřeš“
- Mens sana in corpore sano – „Zdravá mysl ve zdravém těle“, srov. "V zdravém těle zdravý duch" (Juvenalis)
- Mente et corde - "Rozumem a srdcem", moto Lékařské fakulty Univerzity Palackého

## Mi
- Miles christianus – „křesťanský bojovník“
- Miles gloriosus – „slavný voják“
- Minima non curat praetor. – „Prétor se nezabývá maličkostmi.“
- Minimum eripit fortuna, cui minimum dedit. – „Nejméně bere Štěstěna tomu, komu nejméně dala.“
- Mirabile dictu – „ani se nechce věřit“
- Miror, quod non ridet haruspex, haruspicem qui videt. – „Divím se, že se haruspex (věštec) nesměje, když vidí druhého haruspika (věštce)“ (Cato)

## Mo
- Modus barbara – druh sylogismu
- Modus operandi (procedendi) – „způsob postupu, práce, fungování“
- Modus ponens – druh sylogismu
- Modus vivendi – „způsob života“, dohoda mezi protivníky, příměří
- Morbus gallicus  – „francouzská nemoc“, syfilis
- Morbus sacer – „posvátná nemoc“, epilepsie
- More geometrico  – „po způsobu geometrů“ (Descartes, Spinoza)
- More majorum (patrio) – „podle obyčeje předků“
- Morituri te salutant - „Ti, kdo jdou na smrt, tě zdraví“
- Mos maiorum – „mrav, zvyk předků“
- Mors certa hora incerta  – „Smrt je jistá, hodina nejistá“
- Mors porta vitae aeternae.  – „Smrt je brána k věčnému životu“
- Mors sola  – „jenom smrt“ nás může rozdělit
- Mortui vivos docent - "mrtví učí živé"
- Mox fuge, longe recede, tarde redi. – „Rychle uteč, dlouho tam zůstaň, pozdě se vrať“, návod na jednání při epidemii moru
- Mox nox.  – „Brzy (bude) noc“, nápis na slunečních hodinách
- Mox tamen ardentis accingar ducere pugnas.  – „Brzy se však chystám opěvat žhavé bitvy“ (Vergilius o svém záměru napsat Aeneis)

## Mu
- Mulier amicta sole  – „Žena oděná sluncem“ (Zj 12,1)
- Multa docet fames.  – „Hlad (člověka) naučí mnohému“
- Multa tulit, fecitque puer, sudavit et alsit. – „Mnoho vytrpěl i udělal jako chlapec, potil se i mrznul“
- Multi sunt vocati, pauci electi  – „Mnoho je povolaných, málo vyvolených“
- Multitudo canum mors leporum  – „Mnoho psů, zajícova smrt“
- Multum in parvo – „mnohé v málo slovech“
- Multum, non multa. – „Mnoho, ne mnohé“: má se hodně číst, ale ne všechno možné (Plautus)
- Mundus vult decipi, ergo decipiatur.  – „Svět chce být klamán, nechť tedy klamán je.“
- Murum aries attigit – „Než se beranidlo dotkne zdi", princip římského dobývání. Pokud se město nevzdalo do prvního úderu prvního beranidla, nenáležela pak občanům obléhaného města žádná práva
- Mutabor  – „Proměním se“
- Mutatis mutandis – „když se změní, co se má změnit“; něco platí mutatis mutandis i v jiných případech
- Mutato nomine de te fabula narratur.  – „Stačí změnit jméno, a bajka mluví o tobě.“